# Hieracium huetianum
Hieracium huetianum es una especie de planta con flor del género Hieracium, de la familia Asteraceae, orden Asterales.

## Distribución
Hieracium huetianum se distribuye por Italia, Bosnia y Herzegovina y Macedonia del Norte.

## Taxonomía
Fue descrita científicamente por Arv.-Touv.
Tratamiento taxonómico
La especie aparece registrada y publicada en Annuaire Conserv. Jard. Bot. Genève.